# Róża (województwo podkarpackie)
Róża – wieś w Polsce, położona w województwie podkarpackim, w powiecie dębickim, w gminie Czarna.
| SIMC    | Nazwa       | Rodzaj    |
| ------- | ----------- | --------- |
| 0816523 | Grabówka    | część wsi |
| 0816530 | Krzywda     | część wsi |
| 0816546 | Międzylesie | część wsi |
| 0816552 | Zapłocie    | część wsi |

Miejscowość jest siedzibą rzymskokatolickiej parafii Najświętszego Serca Pana Jezusa należącej do dekanatu Radomyśl Wielki.

## Historia
Róża powstała około XIV wieku.
24 lipca 1943 tarnowskie Gestapo, żandarmeria niemiecka i Bahnschutzpolizei spacyfikowały wieś. Niemcy aresztowali mieszkańców na podstawie przygotowanej listy. Po śledztwie i torturach zastrzelili 11 osób. Gestapowcy znaleźli również broń przechowywaną we wsi przez partyzantów.
W latach 1975–1998 miejscowość położona była w województwie tarnowskim.
Za walkę z okupantem podczas II wojny światowej wieś odznaczona została Krzyżem Grunwaldu III klasy.

## Zabytki
- Cmentarz wojenny nr 241 – Róża

## Związani z Różą
- Marian Duś - biskup senior archidiecezji warszawskiej, urodzony w Róży